# Sablé-sur-Sarthe
Sablé-sur-Sarthe és un municipi francès situat al departament del Sarthe i a la regió de País del Loira. L'any 2007 tenia 12.579 habitants.

## Demografia

### Població
El 2007 la població de fet de Sablé-sur-Sarthe era de 12.579 persones. Hi havia 5.714 famílies de les quals 2.401 eren unipersonals (1.058 homes vivint sols i 1.343 dones vivint soles), 1.517 parelles sense fills, 1.232 parelles amb fills i 564 famílies monoparentals amb fills.
La població ha evolucionat segons el següent gràfic:
Habitants censats

### Habitatges
El 2007 hi havia 6.408 habitatges, 5.788 eren l'habitatge principal de la família, 119 eren segones residències i 501 estaven desocupats. 3.126 eren cases i 3.179 eren apartaments. Dels 5.788 habitatges principals, 2.198 estaven ocupats pels seus propietaris, 3.528 estaven llogats i ocupats pels llogaters i 63 estaven cedits a títol gratuït; 233 tenien una cambra, 855 en tenien dues, 1.503 en tenien tres, 1.674 en tenien quatre i 1.524 en tenien cinc o més. 3.079 habitatges disposaven pel capbaix d'una plaça de pàrquing. A 3.183 habitatges hi havia un automòbil i a 1.327 n'hi havia dos o més.

## Fills il·lustres
- Edmond Cherouvrier (1831-1905), fou un compositor i polític.

### Piràmide de població
La piràmide de població per edats i sexe el 2009 era:
| Homes | Edats   | Dones |
| ----- | ------- | ----- |
| 12    | 95 o +  | 48    |
| 24    | 90 a 94 | 100   |
| 60    | 85 a 89 | 172   |
| 116   | 80 a 84 | 144   |
| 260   | 75 a 79 | 300   |
| 220   | 70 a 74 | 300   |
| 284   | 65 a 69 | 324   |
| 264   | 60 a 64 | 340   |
| 204   | 55 a 59 | 264   |
| 300   | 50 a 54 | 316   |
| 400   | 45 a 49 | 356   |
| 436   | 40 a 44 | 392   |
| 424   | 35 a 39 | 412   |
| 492   | 30 a 34 | 480   |
| 632   | 25 a 29 | 592   |
| 577   | 20 a 24 | 448   |
| 468   | 15 a 19 | 352   |
| 356   | 10 a 14 | 444   |
| 332   | 5 a 9   | 416   |
| 368   | 0 a 4   | 284   |

## Economia
El 2007 la població en edat de treballar era de 7.853 persones, 5.798 eren actives i 2.055 eren inactives. De les 5.798 persones actives 4.961 estaven ocupades (2.684 homes i 2.277 dones) i 837 estaven aturades (385 homes i 452 dones). De les 2.055 persones inactives 635 estaven jubilades, 733 estaven estudiant i 687 estaven classificades com a «altres inactius».

### Ingressos
El 2009 a Sablé-sur-Sarthe hi havia 5.556 unitats fiscals que integraven 11.985,5 persones, la mediana anual d'ingressos fiscals per persona era de 15.135 €.

### Activitats econòmiques
Dels 650 establiments que hi havia el 2007, 9 eren d'empreses extractives, 21 d'empreses alimentàries, 7 d'empreses de fabricació de material elèctric, 4 d'empreses de fabricació d'elements pel transport, 33 d'empreses de fabricació d'altres productes industrials, 43 d'empreses de construcció, 179 d'empreses de comerç i reparació d'automòbils, 23 d'empreses de transport, 43 d'empreses d'hostatgeria i restauració, 12 d'empreses d'informació i comunicació, 46 d'empreses financeres, 29 d'empreses immobiliàries, 79 d'empreses de serveis, 80 d'entitats de l'administració pública i 42 d'empreses classificades com a «altres activitats de serveis».
Dels 154 establiments de servei als particulars que hi havia el 2009, 1 era una oficina d'administració d'Hisenda pública, 2 oficines del servei públic d'ocupació, 1 gendarmeria, 2 oficines de correu, 10 oficines bancàries, 1 funerària, 13 tallers de reparació d'automòbils i de material agrícola, 2 tallers d'inspecció tècnica de vehicles, 4 autoescoles, 2 paletes, 11 guixaires pintors, 10 fusteries, 10 lampisteries, 7 electricistes, 1 empresa de construcció, 19 perruqueries, 8 veterinaris, 8 agències de treball temporal, 24 restaurants, 10 agències immobiliàries, 3 tintoreries i 5 salons de bellesa.
Dels 99 establiments comercials que hi havia el 2009, 3 eren supermercats, 4 grans superfícies de material de bricolatge, 1 una botiga de més de 120 m², 3 botiges de menys de 120 m², 12 fleques, 9 carnisseries, 4 llibreries, 27 botigues de roba, 4 botigues d'equipament de la llar, 6 sabateries, 3 botigues d'electrodomèstics, 7 botigues de mobles, 4 botigues de material esportiu, 1 un drogueria, 1 una perfumeria, 3 joieries i 7 floristeries.
L'any 2000 a Sablé-sur-Sarthe hi havia 46 explotacions agrícoles que ocupaven un total de 2.220 hectàrees.

## Equipaments sanitaris i escolars
El 2009 hi havia 2 psiquiàtrics, 6 farmàcies i 2 ambulàncies.
El 2009 hi havia 3 escoles maternals i 7 escoles elementals. A Sablé-sur-Sarthe hi havia 3 col·legis d'educació secundària, 2 liceus d'ensenyament general i 1 liceu tecnològic. Als col·legis d'educació secundària hi havia 1.630 alumnes, als liceus d'ensenyament general n'hi havia 951 i als liceus tecnològics 484.

## Poblacions més properes
El següent diagrama mostra les poblacions més properes.